# Endoptychum
Endoptychum là một chi nấm trong họ Agaricaceae, thuộc bộ Agaricales.